# Montijo e Afonsoeiro
Montijo e Afonsoeiro (oficialmente, União de Freguesias de Montijo e Afonsoeiro) é uma freguesia portuguesa do município de Montijo, com 31,46 km² de área e 41 404 habitantes (censo de 2021). A sua densidade populacional é 1 316,1 hab./km².

## História
Foi criada aquando da reorganização administrativa de 2012/2013,  resultando da agregação das antigas freguesias de Montijo e Afonsoeiro.

## Demografia
A população registada nos censos foi:
| Ano  | 0-14 Anos | 15-24 Anos | 25-64 Anos | > 65 Anos |
| 2001 | 4201      | 3425       | 14532      | 4293      |
| 2011 | 6388      | 3659       | 21496      | 5568      |
| 2021 | 7085      | 4306       | 22932      | 7081      |

À data da junção das freguesias, a população registada no censo anterior foi:
| Freguesia atual                              | Freguesia atual  | Freguesia atual | Freguesias antigas | Freguesias antigas | Freguesias antigas |
| Freguesia                                    | População (2011) | Área (km²)      | Freguesia          | População (2011)   | Área (km²)         |
| -------------------------------------------- | ---------------- | --------------- | ------------------ | ------------------ | ------------------ |
| União das Freguesias de Montijo e Afonsoeiro | 37 111           | 31,46           | Montijo            | 29 908             | 26,34              |
| União das Freguesias de Montijo e Afonsoeiro | 37 111           | 31,46           | Afonsoeiro         | 7203               | 4,36               |